# 市光路
市光路是中國上海市楊浦區一條弧形走向（南北-東西走向）道路，道路南起政立路，東至白城路。道路長度為2620米以上。當地原本为农田。1932年根據规划取名为市光路。1933年有路段建成。道路一開始是土路，1935年鋪設柏油路面。1948年、1983年兩次修缮。

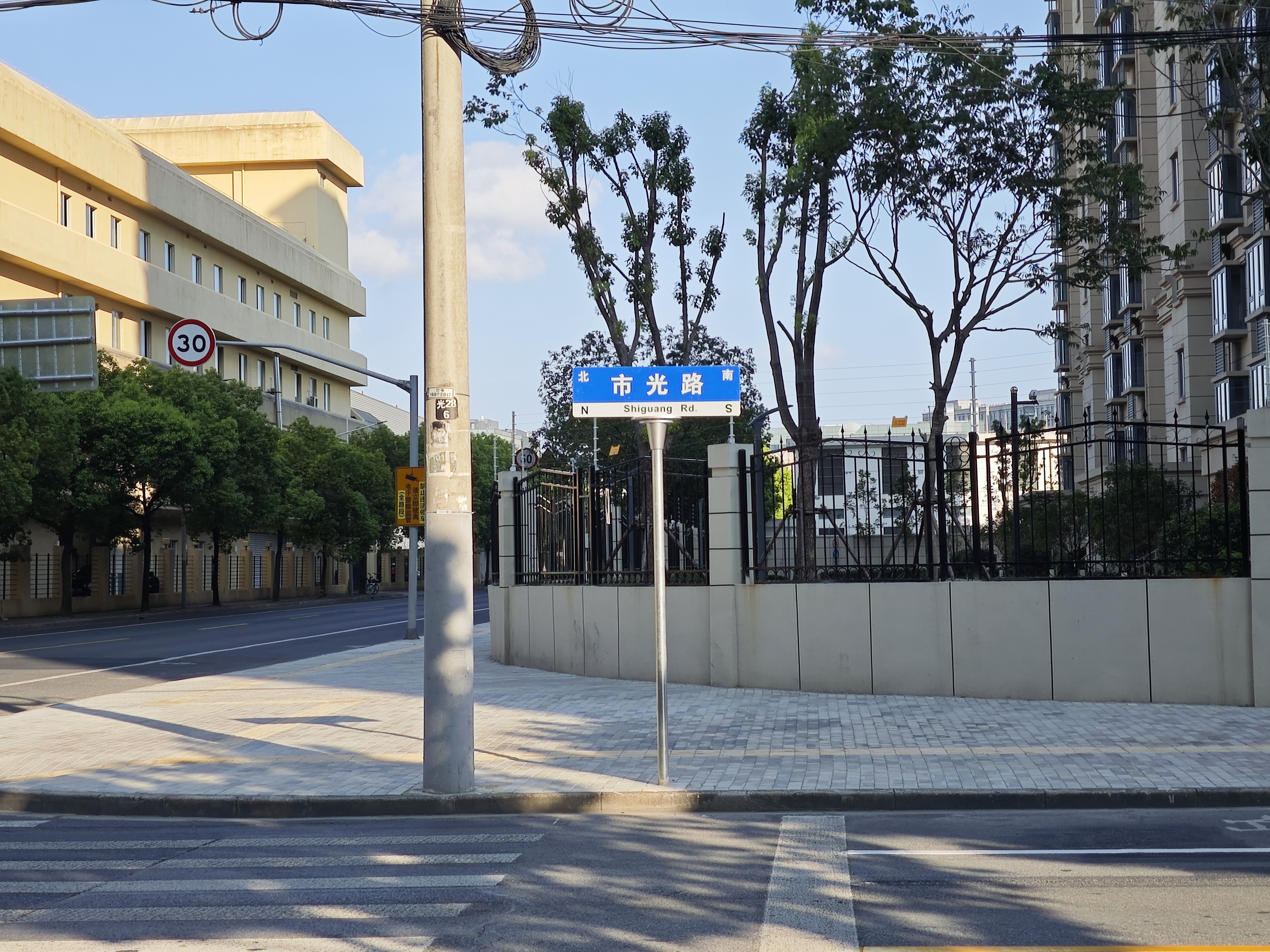
市光路